# Olusegun Oluwatimi
Olusegun Oluwatimi (Upper Marlboro, 5 agosto 1999) è un giocatore di football americano statunitense che milita nel ruolo di centro per i Seattle Seahawks della National Football League (NFL).

## Carriera universitaria
Oluwatimi dopo le scuole superiori si arruolò alla United States Air Force Academy nel 2017. Fu membro della squadra di football degli Air Force Falcons ma non disputò alcuna partita.

### Virginia Cavaliers
Oluwatimi si trasferì alla University of Virginia nel 2018 e partì come titolare 32 in 32 gare consecutive per i Cavaliers dal 2019 al 2021. Nel 2021 fu uno dei tre finalisti per il Rimington Trophy, assegnato al miglior centro del college football. Fu anche inserito nel Second-team All-American dalla Football Writers Association of America. Oluwatimi si laureò in economia nel 2021.

### Michigan Wolverines
Nel gennaio 2022 Oluwatimi si trasferì come studente laureato all'Università del Michigan per giocare con i Wolverines. A fine anno fu premiato con l'Outland Trophy, come miglior uomo di linea interno della nazione, e con il Rimington Trophy come miglior centro. Inoltre fu inserito nella prima formazione All-American.

## Carriera professionistica
Oluwatimi fu scelto nel corso del quinto giro (centocinquaquattresimo assoluto) del Draft NFL 2023 dai Seattle Seahawks. Iniziò la sua prima stagione come centro di riserva dietro a Evan Brown. Debuttò come professionista subentrando nella gara del secondo turno contro i Detroit Lions. Nella settimana 6 contro gli Arizona Cardinals disputò la prima gara come titolare. La sua stagione da rookie si chiuse con 15 presenze, di cui una come partente.
Nell'undicesimo turno della stagione 2024, dopo l'improvviso ritiro del centro titolare Connor Williams, Oluwatimi fu nominato il nuovo partente nella vittoria contro i San Francisco 49ers per 20-17.